# NOSAB-100T
NOSAB-100T (ros. НОСАБ-100Т) – radziecka bomba orientacyjno-sygnalizacyjna. Korpus bomby mieści świecę dymną wyposażoną w spadochron i zaostrzoną żerdź metalową. Po zadziałaniu zapalnika świeca jest wyrzucana z korpusu i opada na spadochronie. Przy upadku żerdź wbija się z ziemię i następuje zapłon masy pirotechnicznej o masie 42 kg. Zależnie od jej rodzaju emitowane jest światło czerwone, zielone lub żółte. NOSAB-100T stosowana jest do oznaczania punktów orientacyjnych w nocy.